# Alexandre II (estàtua a Helsinki)
L'estàtua d'Alexandre II a Hèlsinki, (en finès Aleksanteri II) és una estàtua monumental situada a la Plaça del Senat (Senaatintori) de Helsinki, Finlàndia.

## Història
Va ser un encàrrec dels Estaments, dissenyat per Johannes Takanen i Walter Runeberg, i es va estrenar el 1894. L'estrena va ser una gran manifestació patriòtica a la memòria del tsar Alexandre II de Rússia, l'Emancipador, que havia estat determinant en la constitució de l'estat finlandès. Durant el període de russificació que va començar amb el seu net Nicolau II de Rússia, l'estàtua era el lloc de trobada de les manifestacions anti-russes.
Hi ha pocs monuments a Alexandre II. L'altre més destacat és el que hi ha a Sofia, la capital de Bulgària de l'autor Mark Antokolsky. També n'hi ha una a Kíiv, a Ucraïna.

## Descripció
La figura principal representa el Gran Duc de Finlàndia Alexandre II de Rússia, en uniforme d'oficial del Batalló de Tiradors dels Guàrdies de Finlàndia, adreçant-se a la Dieta de Finlàndia de 1863 a Porvoo. El monument inclou quatre altres figures al·legòriques de quatre virtuts amb lemes en llatí: Llei (Lex), Treball (Labor), Pau (Pax) i Llum (Lux).
Cada un dels costats del monument està carregat de simbolisme, a saber:
- Al costat sud, mirant al mar com la figura principal, hi ha la figura de la Llei, armada amb espasa i escut i coberta amb una pell de lleó, i acompanyada d'un lleó.
- Al costat oest, encarat a la Universitat de Helsinki, hi ha dues figures de pagesos que representen el Treball, ella amb una falç i una garba de blat, i ell amb una destral.
- Al costat nord, encarat a la Catedral Luterana de Helsinki, hi ha la figura de la Pau, amb una panotxa a la mà i carregada d'hortalisses, i amb un colom als peus.
- Al costat est, encarat al Palau del Govern (actual oficina del Primer Ministre), hi ha dues figures que representen la Llum, una deessa amb un espectroscopi que representa la ciència, i un querubí amb una lira que representa les arts.

La inscripció "1863" al pedestal és l'any del restabliment de la Dieta de Finlàndia. Al pedestal hi ha clavats els escuts d'armes de les 10 regions històriques de Finlàndia, amb la seva orientació geogràfica aproximada, a saber:
- Al sud sota Lex: el vaixell de Uusimaa, el linx de Tavàstia.
- A l'oest sota Labor: l'ós armat i coronat de Satakunta, el casc i banderes de Finlàndia Pròpia, el cérvol de les Åland.
- Al nord sota Pax: el gegant amb la porra de Lapònia, els sis erminis d'Ostrobòtnia.
- A l'est sota Lux: el castell de Kexholm o Käkisalmi (actual Priozersk a Rússia), l'arc i fletxa de Savònia, els dos braços armats de Carèlia.

La figura de la Llei amb el lleó s'ha interpretat mantes vegades com la personificació de Finlàndia i el lleó de l'escut nacional. Al saló del Palau Presidencial hi ha una còpia en guix d'aquestes mateixes figures de la Llei amb el lleó.